# 10819 Mahakala
10819 Mahakala este un asteroid din centura principală de asteroizi.

## Descriere
10819 Mahakala este un asteroid din centura principală de asteroizi. A fost descoperit pe 19 aprilie 1993 la Washington de James De Young. Asteroidul prezintă o orbită caracterizată de o semiaxă mare de 3,15 ua, o excentricitate de 0,13 și o înclinație de 1,4° în raport cu ecliptica.